# Марксистско-ленинская коммунистическая партия Венесуэлы
Маркси́стско-ле́нинская коммунисти́ческая па́ртия Венесуэ́лы (сокр. МЛКПВ; исп. Partido Comunista Marxista-Leninista de Venezuela, PCMLV) — коммунистическая политическая партия в Венесуэле. Образована в 2009 году в Каракасе. Придерживается идеологии марксизма-ленинизма, выступает с позиций антиимпериализма, антиревизионизма и ходжаизма. Издает газету «Acero Revolucionario» («Революционная сталь»). Является членом Международной конференция марксистско-ленинских партий и организаций «Единство и борьба».

## Идеология
Партия придерживается идеологии марксизма-ленинизма, выступает с позиций антиимпериализма и антикапитализма. МЛКПВ не признает решений XX съезда КПСС, во многом продолжая политические традиции Энвера Ходжи и Иосифа Сталина, выступает за построение в Венесуэле социалистического общества путём установления в стране диктатуры пролетариата. МЛКПВ не участвует в политических выборах, ввиду чего не представлена в Национальном Собрании (парламенте) Венесуэлы.
Члены партии в общем и целом разделяют идеи так называемой «Боливарианской революции» (политического курса президента Уго Чавеса, а также его преемника — Николаса Мадуро), которую они рассматривают как «первый этап в борьбе с империализмом». При этом МЛКПВ не ставит задачу вытеснить или заменить собой Единую социалистическую партию, а выступает скорее за более последовательное воплощение идей марксизма-ленинизма с целью «прийти к подлинной революции и социализму».